# Riddles, Ruins & Revelations
Albums de Sirenia
Arcane Astral Aeons
(2018)
Singles
1. Addiction No. 1
Sortie : 8 décembre 2020
2. We Come to Ruins
Sortie : 12 janvier 2021
3. Voyage, Voyage
Sortie : 10 février 2021

Riddles, Ruins & Revelations est le dixième album studio du groupe norvégien de metal gothique Sirenia, qui est sorti le 12 février 2021 via Napalm Records,,. Le premier single Addiction No. 1 est sorti le 8 décembre 2020, accompagné d'un clip vidéo.  Le deuxième single, We Come to Ruins, est sorti le 12 janvier 2021. Le 10 février 2021, le groupe sort le troisième single, une reprise de la chanteuse française Desireless, Voyage, Voyage.

## Histoire
Riddles, Ruins & Revelations est enregistré et produit entièrement dans le studio personnel de Morten Veland, Audio Avenue Studios à Tau en Norvège à la mi-2020. C'est le premier album du groupe qui n'inclut pas les enregistrements supplémentaires à Marseille avec le Sirenian Choir, chœur symphonique français.
Le 10e album de Sirenia est un changement stylistique notable pour le groupe. L'album se rapproche d'un style musical pop metal avec quelques éléments électroniques, optant pour un pari plus commercial qui comprenait la sortie de deux clips vidéo.
Certes, le groupe s'est éloigné de son son gothique et symphonique traditionnel qui les caractérisait autrefois, vingt ans après leur fondation. Veland déclare:

«L'album est très diversifié, comme devrait l'être un album de Sirenia. Il y a beaucoup de moyens qui montrent le nouveau côté du groupe, et il y a beaucoup de choses que l'on attend de nous musicalement. Dans l'ensemble, l'album emmènera les auditeurs dans un voyage qui englobera des paysages musicaux familiers et inexplorés.» [...] 

## Liste des chansons
Toute la musique est composée par Morten Veland, à l'exception de Voyage, Voyage de Jean-Michel Rivat et Dominique Dunois..
| No  | Titre                    | Durée |
| --- | ------------------------ | ----- |
| 1.  | Addiction No. 1          | 4:03  |
| 2.  | Towards an Early Grave   | 5;27  |
| 3.  | Into Infinity            | 4:41  |
| 4.  | Passing Seasons          | 4:43  |
| 5.  | We Come to Ruins         | 5:12  |
| 6.  | Downwards Spiral         | 5;55  |
| 7.  | Beneath the Midnight Sun | 4:43  |
| 8.  | The Timeless Waning      | 4:04  |
| 9.  | December Snow            | 5;20  |
| 10. | This Curse of Mine       | 4:10  |
| 11. | Voyage, Voyage (Bonus)   | 4:18  |

## Crédits

### Sirenia
- Morten Veland - voix et growls, guitare, basse, clavier, programmation, mixage
- Emmanuelle Zoldan - chant
- Nils Courbaron - guitare
- Michael Brush – batterie

### Musicien de session
- Joakim Næss – chant masculin sur Downwards Spiral

### Production
- Gyula Havancsák – pochette, design
- Richelle ter Heege – photographie